# Cashiella montiicola
Cashiella montiicola är en svampart som först beskrevs av Miles Joseph Berkeley, och fick sitt nu gällande namn av Dennis 1961. Cashiella montiicola ingår i släktet Cashiella och familjen Dermateaceae.   Inga underarter finns listade i Catalogue of Life.